# 노구치 지로
노구치 지로(일본어: 野口 二郎, 1919년 1월 6일 ~ 2007년 5월 21일)는 일본의 전 프로 야구 선수이자 야구 지도자이다.

## 인물

### 선수 시절
주쿄 상업학교(현재의 주쿄 대학 부속 주쿄 고등학교) 시절에는 1937년의 하계 고시엔 대회(제23회 전국 중등 학교 우승 야구 대회)와 1938년 춘계 고시엔 대회(제15회 선발 중등 학교 야구 대회)에서 주전 투수로서 우승을 경험했다. 1937년 하계 고시엔 대회 결승전에서는 가와카미 데쓰하루가 이끄는 구마모토 공업학교를 상대해 이겼다. 1938년 춘계 선발 대회에서는 노히트 노런 1경기를 포함해 4경기 연속 완봉승이라는 선발 대회 기록을 만들어 냈다.
이후 대학은 구제 호세이 대학에 진학했으나 중퇴하고 1939년 도쿄 세네터스에 입단해 1년 만에 33승(25선발승)을 올렸으며 1911년 피트 알렉산더의 세계 프로야구 단일시즌 순수신인 최다 선발승(24선발승) 기록을 갱신했지만 1949년 시라키 기이치로(28선발승) 1961년 곤도 히로시(28선발승)에 의해 갱신됐고 한국에서는 2006년 류현진(18선발승)이 최고 기록이다. 이듬해인 1940년에도 33승(17선발승)과 함께 평균 자책점 0.93으로 최우수 평균 자책점의 타이틀을 차지했다. 1942년 5월 23일 도쿄 교진군전에서는 가와카미에게 통한의 안타를 맞으면서 노히트 노런을 놓치기도 했다. 다음날인 24일 나고야군(고라쿠엔 구장)과의 경기에도 선발 출장하여 당시 세계에서 가장 긴 연장전이었던 28이닝을 344개의 공으로 선발 완투했다(나고야군의 선발 투수인 니시자와 미치오도 선발 완투). 이 해에는 66경기에 등판해 리그 1위인 40승(29선발승)과 264개의 탈삼진을 기록했다. 한 시즌 40승은 빅토르 스타루힌, 이나오 가즈히사(이상 42승)에 뒤를 이은 3위의 기록으로, 전후의 한 시기에 스타루힌의 기록이 40승으로 기록된 적이 있어 한 때 일본 기록 보유자이기도 했다(선발승으로 치자면 1940년 스타루힌 후지모토 히데오(모두 32선발승)). 또한 한 시즌 19완봉은 후지모토 히데오의 타이 기록과 함께 현재까지 프로 야구 기록이기도 하지만 1952년 프랜차이즈 제도 시행 이후로 치자면 1962년 고야마 마사아키의 13완봉이 최다 완봉승이다. 1943년에도 25승(23선발승)을 기록한 뒤 군에 입대했다.
전후인 1946년 한큐 브레이브스에 복귀, 이듬해인 1947년 56경기에 등판해 24승(21선발승)을 올리며 건재함을 과시했으나 군 복무로 인해 근력이 저하되었고 이후에는 서서히 타자로 출장해 1946년 당시 일본 기록인 31경기 연속 안타(8월 29일 ~ 10월 26일)를 기록했다. 1953년을 마지막으로 현역에서 은퇴했다.
투수로서 통산 12년을 뛰면서 총 517경기에 등판해 237승(166선발승)을 올렸다. 특히 전쟁 이전과 전쟁 중에는 5년간 평균 58경기에 등판해 평균 31승, 평균 419이닝을 던졌으며 다른 선수와 비교가 되지 않았던 강한 어깨로 인해 ‘철완’(鉄腕)이라는 별명이 붙었다. 한편 위와 같이 연속 경기 안타 기록을 수립하면서 통산 830안타를 기록하는 등 타자로서도 일정한 성적을 남겼다. 규정 투구 이닝과 규정 타석을 모두 만족시킨 시즌이 6시즌이고 그 중 1940년과 1946년은 타격 10위권 안에 들기도 했다. 프로 통산 237승은 고시엔 대회에서 우승 경험이 있는 투수로는 최다승 기록이다. 명구회에도 200승 이상으로 가입 조건을 만족시켰으나 다이쇼 태생이라는 이유로 입회 자격에서 제외되었다.
노구치는 4형제 중 차남이었는데 4형제 모두가 프로에 입단했다. 장남인 노구치 아키라는 도쿄 세네터스(지로보다 먼저 입단)와 한큐를 거쳐 주니치에서 뛰었고, 삼남인 노구치 노보루는 한신 타이거스(이후 전쟁에서 전사), 사남인 노구치 와타루는 긴키니혼군에서 뛰었다.

### 그 후
은퇴 이후에는 마이니치 오리온스와 한큐의 코치, 긴테쓰 버펄로스의 2군 감독을 역임했다. 니시모토 유키오와는 친분이 있어 니시모토가 감독을 하는 팀의 코치를 자주 맡았다. 이후 니시모토는 “야구 경력은 그가 훨씬 뛰어났지만 잘난 체 없이 헌신적으로 지지해주었다”고 회고했다. 1989년 야구 명예의 전당에 입성했다.
2007년 5월 21일 폐렴 증세로 효고현 다카라즈카시의 병원에서 사망했다.

## 연속 경기 안타 기록
한큐 시절이던 1946년 8월 29일부터 10월 26일까지 노구치는 출전한 31경기 연속 안타 기록을 달성했는데 이는 당시의 일본 프로 야구 기록이었다. 다음날인 27일 도쿄 교진군전에서 도쿄 교진군의 선발 투수였던 후지모토 히데오가 75구 완봉승이라는 당시 일본 프로 야구 기록을 작성하며 한큐를 상대로 승리했고, 노구치 본인도 3타수 무안타로 연속 경기 안타 행진을 중단시켰다.
달성 당시에는 일본 기록이라고 알려지지 않았는데 다음해인 1947년 긴세이 스타스의 쓰보우치 미치노리가 25경기 연속 안타를 기록하자 이것이 일본 기록으로 인정되었다. 이는 노구치가 타자가 아닌 투수였기 때문에 시합 출장이 일정하지 않다는 이유로 간과되었기 때문인데 1949년 일본 프로 야구 기록에 대한 재조사가 이루어지면서 노구치가 가지고 있던 기록이 드러나게 되었다.
연속 경기 안타를 기록하고 있던 노구치의 기록은 31경기에서 131타수 48안타 2루타 3개, 3루타 3개 15타점, 타율 3할 6푼 8리였으며 그 동안 투수로 13경기에 등판해 5승 5패의 성적으로 그 중 7경기에 선발 등판해 3경기 완투 12탈삼진, 12자책점으로 평균 자책점은 2.60이었다.
노구치는 쓰보우치의 26경기 연속 안타 기록이 걸린 1947년 9월 6일 긴세이전에 등판하여 쓰보우치를 4타수 무안타로 막아 연속 경기 안타 기록을 중단시켰는데 결과적으로 자신이 기록을 보유하고 있던 것도 모르고 자신의 투구로 자신의 기록을 지킨 일이 되었다. 1971년 7월 6일에 한큐의 나가이케 아쓰시가 노구치의 기록을 경신했는데 이 때 노구치는 한큐의 코치로 있었기 때문에 눈 앞에서 그의 기록이 경신되는 것을 보게 되었다.

## 상세 정보

### 출신 학교
- 주쿄 상업학교(현재의 주쿄 대학 부속 주쿄 고등학교)
- 구제 호세이 대학

### 선수 경력
- 도쿄 세네터스·쓰바사군(1939년 ~ 1940년)
- 다이요군·니시테쓰군(1941년 ~ 1943년)
- 한큐군·한큐 브레이브스(1946년 ~ 1953년)

### 지도자·기타 경력
- 한큐 브레이브스 코치(1953년 ~ 1954년, 1969년 ~ 1973년)
- 마이니치 오리온스·마이니치 다이에이 오리온스 코치(1955년 ~ 1961년)
- 긴테쓰 버펄로스 2군 감독(1962년 ~ 1966년)
- 긴테쓰 버펄로스 코치(1979년 ~ 1985년)

### 수상·타이틀 경력

#### 타이틀
- 최우수 평균 자책점 : 2회(1940년, 1941년)
- 다승왕 : 1회(1942년)
- 최다 탈삼진(당시는 타이틀이 아님) : 1회(1942년)

#### 수상
- 일본 야구 명예의 전당 헌액자(1989년)

### 개인 기록
- 시즌 19차례 완봉승(1942년, 후지모토 히데오와 대등한 일본 프로 야구 기록)
- 시즌 무볼넷 경기 : 13(1948년)
- 54.1이닝 연속 무4사구(1950년 10월 22일 ~ 11월 19일)
- 31경기 연속 안타(1946년 8월 29일 ~ 10월 26일)
- 통산 1000경기 출장 : 1951년 9월 1일 ※역대 9번째

### 등번호
- 18(1939년 ~ 1943년, 1946년 ~ 1953년)
- 1(1954년)
- 55(1955년 ~ 1956년)
- 52(1957년 ~ 1961년)
- 30(1962년 ~ 1966년)
- 62(1969년 ~ 1973년)
- 67(1979년 ~ 1985년)

### 연도별 투수 성적
| 연 도       | 소 속           | 등 판 | 선 발 | 완 투 | 완 봉 | 무 4 구 | 승 리 | 패 전 | 세 이 브 | 홀 드 | 승 률 | 타 자 | 이 닝  | 피 안 타 | 피 홈 런 | 볼 넷 | 고 4 | 몸 맞 | 탈 삼 진 | 폭 투 | 보 크 | 실 점 | 자 책 점 | 평 자 책 | W H I P |
| ----------- | --------------- | ----- | ----- | ----- | ----- | ------- | ----- | ----- | -------- | ----- | ----- | ----- | ------ | -------- | -------- | ----- | ---- | ----- | -------- | ----- | ----- | ----- | -------- | -------- | ------- |
| 1939년      | 세네터스 쓰바사 | 69    | 45    | 38    | 8     | 5       | 33    | 19    | --       | --    | .635  | 1824  | 459.0  | 364      | 17       | 108   | --   | 5     | 221      | 3     | 0     | 128   | 104      | 2.04     | 1.03    |
| 1940년      | 세네터스 쓰바사 | 57    | 31    | 29    | 7     | 6       | 33    | 11    | --       | --    | .750  | 1466  | 387.0  | 245      | 7        | 65    | --   | 4     | 273      | 0     | 1     | 67    | 40       | 0.93     | 0.80    |
| 1941년      | 다이요 니시테쓰 | 48    | 26    | 25    | 10    | 0       | 25    | 12    | --       | --    | .676  | 1275  | 338.0  | 201      | 5        | 85    | --   | 1     | 168      | 0     | 1     | 44    | 33       | 0.88     | 0.85    |
| 1942년      | 다이요 니시테쓰 | 66    | 48    | 41    | 19    | 5       | 40    | 17    | --       | --    | .702  | 1991  | 527.1  | 299      | 6        | 108   | --   | 2     | 264      | 1     | 0     | 90    | 70       | 1.19     | 0.77    |
| 1943년      | 다이요 니시테쓰 | 51    | 39    | 37    | 10    | 7       | 25    | 12    | --       | --    | .676  | 1485  | 385.0  | 278      | 11       | 84    | --   | 0     | 140      | 1     | 1     | 78    | 62       | 1.45     | 0.94    |
| 1946년      | 한큐            | 33    | 20    | 13    | 2     | 2       | 13    | 14    | --       | --    | .481  | 852   | 212.0  | 194      | 9        | 47    | --   | 1     | 39       | 1     | 0     | 76    | 63       | 2.67     | 1.14    |
| 1947년      | 한큐            | 56    | 41    | 33    | 4     | 9       | 24    | 17    | --       | --    | .585  | 1486  | 382.0  | 321      | 14       | 57    | --   | 1     | 86       | 0     | 0     | 108   | 96       | 2.26     | 0.99    |
| 1948년      | 한큐            | 41    | 34    | 24    | 3     | 13      | 14    | 16    | --       | --    | .467  | 1182  | 297.0  | 273      | 14       | 42    | --   | 2     | 66       | 1     | 0     | 116   | 97       | 2.94     | 1.06    |
| 1949년      | 한큐            | 30    | 13    | 6     | 0     | 1       | 10    | 6     | --       | --    | .625  | 697   | 166.1  | 184      | 15       | 21    | --   | 1     | 55       | 0     | 0     | 76    | 66       | 3.56     | 1.23    |
| 1950년      | 한큐            | 35    | 18    | 10    | 2     | 7       | 15    | 9     | --       | --    | .625  | 750   | 181.2  | 190      | 20       | 14    | --   | 1     | 61       | 0     | 0     | 85    | 64       | 3.16     | 1.12    |
| 1951년      | 한큐            | 19    | 5     | 3     | 0     | 2       | 4     | 5     | --       | --    | .444  | 315   | 75.1   | 84       | 9        | 11    | --   | 0     | 14       | 1     | 0     | 43    | 40       | 4.74     | 1.26    |
| 1952년      | 한큐            | 12    | 1     | 0     | 0     | 0       | 1     | 1     | --       | --    | .500  | 151   | 36.2   | 44       | 6        | 5     | --   | 0     | 8        | 0     | 0     | 21    | 17       | 4.14     | 1.34    |
| 통산 : 12년 | 통산 : 12년     | 517   | 321   | 259   | 65    | 57      | 237   | 139   | --       | --    | .630  | 13474 | 3447.1 | 2677     | 133      | 647   | --   | 18    | 1395     | 8     | 3     | 932   | 752      | 1.96     | 0.96    |

- 굵은 글씨는 시즌 최고 성적, 붉은색 글씨는 일본 프로 야구 역대 최고 성적.
- 세네터스(도쿄 세네터스)는 1940년 시즌 도중 쓰바사(쓰바사군)로 구단명을 변경.
- 다이요(다이요군)는 1943년 니시테쓰(니시테쓰군)로 구단명을 변경.

### 연도별 타격 성적
| 연 도       | 소 속           | 경 기 | 타 석 | 타 수 | 득 점 | 안 타 | 2 루 타 | 3 루 타 | 홈 런 | 루 타 | 타 점 | 도 루 | 도 루 자 | 희 생 번 | 희 생 플 | 볼 넷 | 고 4 | 사 구 | 삼 진 | 병 살 타 | 타 율 | 출 루 율 | 장 타 율 | O P S |
| ----------- | --------------- | ----- | ----- | ----- | ----- | ----- | ------- | ------- | ----- | ----- | ----- | ----- | -------- | -------- | -------- | ----- | ---- | ----- | ----- | -------- | ----- | -------- | -------- | ----- |
| 1939년      | 세네터스 쓰바사 | 92    | 384   | 346   | 31    | 87    | 11      | 3       | 0     | 104   | 26    | 14    | --       | 3        | 2        | 33    | --   | 0     | 9     | --       | .251  | .317     | .301     | .617  |
| 1940년      | 세네터스 쓰바사 | 96    | 364   | 335   | 32    | 87    | 6       | 2       | 0     | 97    | 34    | 17    | --       | 3        | 2        | 24    | --   | 0     | 14    | --       | .260  | .309     | .290     | .599  |
| 1941년      | 다이요 니시테쓰 | 79    | 173   | 248   | 12    | 46    | 4       | 1       | 1     | 55    | 26    | 5     | --       | 4        | --       | 21    | --   | 0     | 7     | --       | .185  | .249     | .222     | .471  |
| 1942년      | 다이요 니시테쓰 | 91    | 327   | 315   | 26    | 68    | 9       | 1       | 0     | 79    | 23    | 6     | 0        | 0        | --       | 12    | --   | 0     | 7     | --       | .216  | .245     | .251     | .495  |
| 1943년      | 다이요 니시테쓰 | 65    | 257   | 237   | 29    | 60    | 3       | 2       | 0     | 67    | 26    | 1     | 0        | 0        | --       | 20    | --   | 0     | 2     | --       | .253  | .311     | .283     | .594  |
| 1946년      | 한큐            | 96    | 352   | 336   | 35    | 100   | 10      | 7       | 1     | 127   | 44    | 8     | 1        | 0        | --       | 16    | --   | 0     | 8     | --       | .298  | .330     | .378     | .708  |
| 1947년      | 한큐            | 89    | 225   | 207   | 17    | 45    | 6       | 2       | 1     | 58    | 20    | 5     | 3        | 0        | --       | 18    | --   | 0     | 5     | --       | .217  | .280     | .280     | .560  |
| 1948년      | 한큐            | 108   | 332   | 310   | 33    | 81    | 10      | 1       | 2     | 99    | 36    | 18    | 4        | 0        | --       | 21    | --   | 1     | 14    | --       | .261  | .310     | .319     | .630  |
| 1949년      | 한큐            | 121   | 426   | 394   | 42    | 109   | 15      | 4       | 0     | 132   | 54    | 8     | 2        | 0        | --       | 31    | --   | 0     | 9     | --       | .277  | .329     | .335     | .664  |
| 1950년      | 한큐            | 107   | 342   | 332   | 28    | 86    | 16      | 1       | 3     | 113   | 41    | 8     | 3        | 1        | --       | 9     | --   | 0     | 11    | 11       | .259  | .279     | .340     | .619  |
| 1951년      | 한큐            | 77    | 183   | 176   | 19    | 39    | 2       | 0       | 1     | 44    | 18    | 3     | 0        | 0        | --       | 7     | --   | 0     | 4     | 6        | .222  | .251     | .250     | .501  |
| 1952년      | 한큐            | 69    | 122   | 105   | 10    | 21    | 1       | 1       | 0     | 24    | 18    | 1     | 0        | 3        | --       | 14    | --   | 0     | 9     | 4        | .200  | .294     | .229     | .523  |
| 1953년      | 한큐            | 8     | 7     | 7     | 2     | 1     | 0       | 0       | 0     | 1     | 2     | 0     | 0        | 0        | --       | 0     | --   | 0     | 2     | 0        | .143  | .143     | .143     | .286  |
| 통산 : 13년 | 통산 : 13년     | 1098  | 3594  | 3348  | 316   | 830   | 93      | 25      | 9     | 1000  | 368   | 94    | 13       | 14       | 4        | 226   | --   | 1     | 101   | 21       | .248  | .296     | .299     | .594  |

- 세네터스(도쿄 세네터스)는 1940년 시즌 도중 쓰바사(쓰바사군)로 구단명을 변경.
- 다이요(다이요군)는 1943년 니시테쓰(니시테쓰군)로 구단명을 변경.